# Плигунов Олександр Сергійович
Олександр Сергійович Плигунов (13 (26) травня 1904, Верхнє — 26 жовтня 1975, Київ) — український радянський хімік, кандидат хімічних наук (з 1946 року), професор (з 1961 року), заслужений діяч науки і техніки УРСР (з 29.04.1964 року). Член КПРС з 1940 року.

## Біографія
Народився 13 (26 травня) 1904 року в селі Верхньому (тепер у складі міста Лисичанська). 
1921 р. - Закінчив середню школу.
1921-1925 - Працював в електромонтажній ремонтній майстерні  шахти  «Євгеніївка»  та  заводу «Донсода».
У 1925 р. Артемівським окружним відділком профспілки О.С. Плигунов був відряджений навчатись до КПІ.
1925-1930 - Навчався на хіміко-технологічному факультеті Київського політехнічного інституту.
1930-1933 - Навчався в аспірантурі КПІ у проф. Д.О. Чорнобаєва.
1931-1933 - Декан технологічного факультету Київського хіміко-технологічного інституту.
1933-1941 - Працював доцентом кафедри основної хімічної технології КПІ.
1934 році - Захистив дисертацію на здобуття наукового ступеня кандидата хімічних наук на тему «Дослідження умов утворення феритів натрію методом термічного аналізу».
1934-1937 - За сумісництвом працював на Київському хіміко-фармацевтичному заводі ім. М.В. Ломоносова, начальником дослідного цеху та головним інженером.
1938 - Присвоєно  науковий  ступінь  кандидата хімічних наук та вчене звання доцента.
1939-1941 - За сумісництвом працював старшим науковим співробітником Інституту мінеральної сировини АН УРСР.
1941-1943 - Працював у Середньоазіатському індустріальному інституті  (м. Ташкент), до складу якого після евакуації увійшов КПІ. Був деканом  хіміко-технологічного факультету, виконувачем обов’язків заступника директора і тимчасово виконував обов’язки директора інституту. Після звільнення Києва від  німецько-фашистських  загарбників визначного  вченого  в  галузі  хімічної  технології О.С. Плигунова було призначено директором КІІ (у грудні 1943р.). Із січня  1944 р.він  очолив  роботу  по  відбудові  зруйнованих приміщень інституту.
1943-1975 - Завідувач кафедрою технології неорганічних речовин.
1943-1952 - Ректор Київського політехнічного інституту.
1944 - Нагороджений орденом Трудового Червоного Прапора.
1948 - Нагороджений орденом Леніна та орденом «Знак Пошани».
В 1950 р. був головним редактором „Известий” Київського політехнічного інституту.
1952-1955 - Навчання в докторантурі  Московського хіміко-технологічного інституту ім. Д.І. Менделєєва під  керівництвом проф. П. М. Будникова.
1953 - Нагороджений орденом Трудового Червоного Прапора.
1955-1971 - Ректор Київського політехнічного інституту.
1961 - Присвоєно вчене звання професора. Нагороджений орденом Леніна.
1964 - Присвоєно почесне звання Заслуженого діяча науки і техніки УРСР.
1966 - Нагороджений Офіцерським Хрестом  ІІ ступеня «Відродження Польщі».
1970 - Нагороджений Президією Народних Зборів Народної Республіки Болгарії Орденом Кирила і Мефодія І ступеня. Обраний почесним членом Вченої ради Вроцлавської політехніки (Польща).
1971 - Нагороджений  орденом  Жовтневої  Революції.
28 жовтня 1975 року помер на 72-му році життя у Києві.

## Наукова робота
Праці в галузі удосконалення технологічних процесів та використання нових видів сировини для одержання глинозему, соди, портландцементу тощо.

## Основні праці
Получение глинозема из каолинов Украины // 50 лет Киев. политех. ин-та: Сб. науч. тр. К., 1948; 
Термическое разложение нитрофоски при грануляции пульпы в псевдоожиженном слое и хранении удобрения на складе // Новое в производстве серной кислоты, азотных и минеральных удобрений. К., 1965 (співавт.); 
Способ получения комплексных суспензированных удобрений и их агрохимическая оценка // Химическая промышленность Украины. 1967. № 4 (співавт.); 
Інтенсифікація деяких гетерогенних процесів виробництва мінеральних добрив методом газової флюідизації // Вісн. Київ. політех. ін-ту. Сер. Хім. машинобудування та технології. 1968. № 4 (співавт.); 
Попутне одержання добрив при виробництві глинозему з нефелінових руд Приазов’я // Там само (співавт.); 
Алгоритмизация расчетов в химической технологии: Учеб. пособ. К., 1970 (співавт.); 
Уравнение для расчета эффективного коэффициента диффузии в порах катализатора // Катализ и катализаторы: Респ. межвед. сб. К., 1971. Вып. 8 (співавт.); 
Взаємодія діоксиду титану з сірководнем у присутності вуглецю // Український хімічний журнал. 1973. Т. 39, вип. 12 (співавт.); 
Развитие химической технологии на Украине: В 2 т. К., 1976 (співавт.).

## Пам'ять

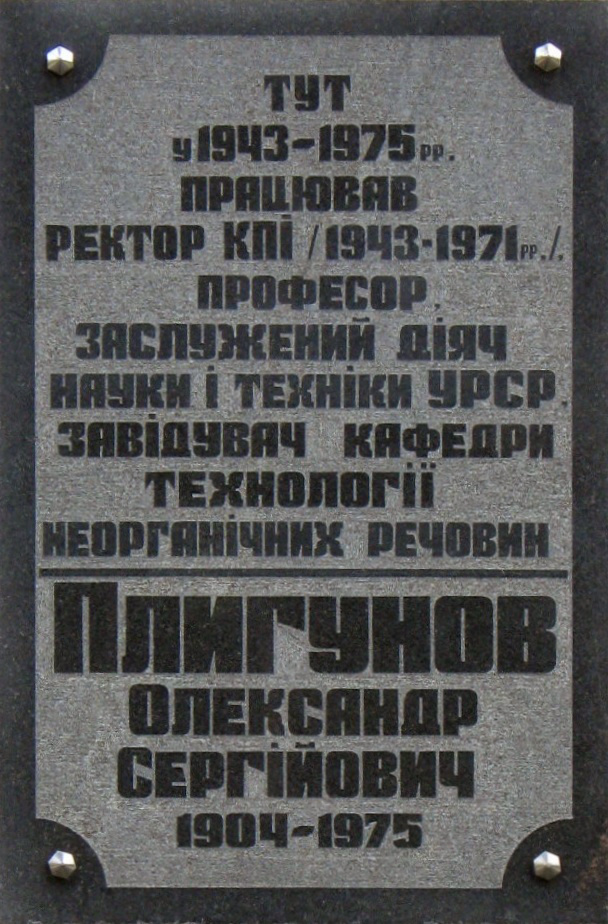
меморіальна дошка

На стіні хіміко-технологічного факультету КПІ у 1998 році встановлена гранітна меморіальна дошка на честь професора Олександра Плигунова.
В Національному технічному університеті України «Київський політехнічний інститут імені Ігоря Сікорського» започатковано іменну стипендію ім. О.С. Плигунова.